# Petite Église des Deux-Sèvres
La Petite Église des Deux-Sèvres, est une Église anticoncordataire née des suites de la Révolution française.
Phénomène religieux peu étendu géographiquement, il se concentre aujourd'hui dans le nord-ouest des Deux-Sèvres, essentiellement à Courlay, Cirières et Montigny. Elle compte toujours plusieurs centaines de fidèles de nos jours.
Ce culte, dont les membres sont désignés sous le nom de « dissidents », a participé depuis plus de deux cents ans à l'histoire du Bocage, laissant son empreinte dans la mentalité, la culture et la politique locales.

## Origine
L'origine de cette Église se trouve dans la politique religieuse de Napoléon Bonaparte, alors Premier consul. Ayant besoin de la paix religieuse, il signe en 1801 un Concordat qui met fin à la désorganisation atteignant, depuis la Révolution française, l'Église de France, partagée notamment entre prêtres constitutionnels et prêtres insermentés ou réfractaires. 
Le pape Pie VII reconnaît la République française et le gouvernement reconnaît le catholicisme comme la religion « de la grande majorité des français ». Le Saint-Siège laisse au gouvernement établi la possibilité de nommer lui-même les évêques et archevêques qui devront lui prêter serment de fidélité. On procède également à une nouvelle distribution des diocèses. 
Certains villages entrent en dissidence religieuse, soutenus par quelques évêques d'Ancien Régime, pour la plupart en exil. Ainsi Jean-Charles de Coucy, évêque de La Rochelle émigré en Espagne, ou Alexandre de Lauzières-Thémines, évêque de Blois, refusent le concordat et s'opposent à plusieurs changements qu’il induit :
- L'intégration des curés constitutionnels dans le clergé.
- La réduction des fêtes d'obligation et des jours chômés, passant d'environ trente avant la Révolution à quatre seulement.
- La bénédiction nuptiale donnée après le passage par le mariage à la mairie.
- La conservation des biens nationaux, y compris ecclésiastiques, par leurs acheteurs.
- Le fait que les curés doivent prêter allégeance aux préfets.
- Le nouveau découpage des diocèses, qui fait par exemple disparaître le diocèse de La Rochelle en l'intégrant aux diocèses avoisinants.

L'idée que la Religion était « changée » se répand alors rapidement dans le Bocage qui passe sous l'autorité de l'évêque de Poitiers selon les nouvelles dispositions concordataires. Le clergé réfractaire et ses fidèles « composés de métayers et de bordiers, pauvres agriculteurs qui labourent les champs d'autrui » selon le préfet Dupin, soutenus par Mgr Themines, évêque de Blois (1776 - 1801), s'enfoncent résolument dans l'opposition. Des communautés de dissidents se localisent dans les cantons de Cerizay, Bressuire, Moncoutant, Mauléon, Argenton-Château. Forte d'une communauté de 20 000 personnes en 1820, la « Petite Église » voit le nombre de ses fidèles diminuer au fur et à mesure des décès successifs du clergé dissident. 

## La laïcisation
En 1830, la mort de leur dernier prêtre local, l'abbé Couillaud, provoque un bouleversement spirituel et culturel considérable. En effet, les dissidents vont désespérément rechercher des prêtres capables de conduire leur communauté. En 1842, les dissidents réussissent à recruter l'abbé Maisonneuve. Alcoolique, ce premier prêtre ne fera pas l'affaire et sera vite écarté grâce à l'intervention d'Henri de La Rochejaquelein. La situation est plus critique avec l'abbé Bernier, au parcours criminel, qui fait deux passages à Courlay en 1853. À la suite d'affaires de mœurs, ce prêtre a été interdit de célébrer. L'évêque de Poitiers ainsi que les pouvoirs publics ne souhaitent pas voir ce prêtre s'installer à Courlay de peur d'une part que la flamme de la dissidence se ravive et d'autre part que Bernier puisse continuer son parcours criminel. Bernier est arrêté par les gendarmes le 4 octobre 1853. Pour les dissidents il s'agit d'un coup monté comme en témoigne une lettre rédigée par le curé officiel de Courlay adressée à Mgr Louis-Edouard Pie :  
« Quelques dissidents, des plus simples, commencent à dire que l'abbé B. a fait des fautes, mais qu'elles ne sont pas assez graves pour qu'on lui interdise de célébrer la messe et de rester au milieu d'eux. Ils affirment que les poursuites de l'autorité n'ont qu'un but : persécuter la bonne religion et le pauvre abbé qui, seul contre tous les prêtres, a eu le bonheur de la trouver. »
Dès lors, les dissidents se renferment sur eux-mêmes et ne feront plus jamais appel à un prêtre, hormis l'abbé Ozouf des Aubiers qui officie depuis plusieurs décennies pour la Petite Église[Quand ?]. 
La laïcisation du culte est une des particularités essentielles de cette Église à partir de 1847. Les critères de sélection des responsables de la communauté se basent non sur la richesse ou des quartiers de noblesse mais sur la dévotion religieuse, les liens familiaux et l'instruction. Ainsi les responsables de Courlay sont systématiquement choisis dans la famille Texier du fait de sa parenté avec le dernier prêtre dissident : l'abbé Pierre Texier (1758 - 1826). Les femmes, « les sœurs », ont également des responsabilités dans les écoles dissidentes, mais également au niveau de culte comme Thérèse Drochon à Cirières vers 1850.
La particularité de la Petite Église est de ne pas essayer de recruter de nouveaux adeptes. Les tracasseries administratives, les pressions, les persécutions morales de la part des différents gouvernements vont entraîner une baisse régulière des effectifs. 
La dissidence, en 1958, ne concerne qu'environ 3 150 personnes et n'est plus majoritaire qu'à Courlay, dans le quartier de la Plainelière. Cette communauté va se replier sur elle-même et sa survie nécessite le refus de toute influence étrangère. C'est l'esprit conservateur, l'anonymat et la discrétion qui vont lui permettre de se maintenir jusqu'à aujourd'hui. Longtemps restés dans un collectif officieux, les membres s'organisent depuis plusieurs années au travers d'une association reconnue : Les fidèles de la Petite Église du Poitou.
En 1996, une tentative de rapprochement du pape Jean-Paul II échoue.
Ceux qui quittent la communauté disent qu'ils « se changent ».

## Les cérémonies religieuses
Le culte se pratique dans les chapelles pour ce qui est des cérémonies de groupe, mais il est possible de le faire chez soi en famille dans les maisons particulières. Il se prépare sans consécration d'hosties depuis la disparition des prêtres. Le responsable de la communauté se place à côté de l'autel et lit la messe en latin dans un missel de 1790 qui dure environ deux heures. Les dissidents suivent la messe le dimanche et célèbrent toutes les fêtes supprimées lors du Concordat. La Fête-Dieu en l'honneur du Saint Sacrement est particulièrement respectée. La rigueur vestimentaire lors des cérémonies est recommandée. À l'image de la Vierge pour laquelle les dissidents vouent un culte particulier, les femmes n'entrent dans une chapelle qu'avec la tête couverte. Pour tous, il est interdit d'être jambes et bras nus. Les hommes se tiennent d'un côté de la chapelle, les femmes de l'autre.
Les membres respectent rigoureusement le jeûne du Carême (sans viande du lendemain du mardi-gras à Pâques, soit sept semaines, et sans œuf la dernière semaine dite sainte, ce qui permet le rite des brioches aux œufs pour Pâques). 
Le chapelet est prié quotidiennement en famille de la Toussaint à Pâques.

## Les sacrements
- Le baptême est le seul vrai sacrement donné par un responsable de la communauté.
- Depuis le XIXe siècle, le gouvernement français tolère que le mariage religieux dissident soit célébré avant le mariage civil. Aujourd'hui célébré dans la chapelle de la Plainelière, seuls les mariés, leurs parents et les témoins pénètrent dans la sacristie pour échanger leurs consentements devant un responsable.
- La confession se fait directement à Dieu et les dissidents s'imposent eux-mêmes la pénitence.
- Le jeune dissident apprend les principes de sa religion à l'occasion du catéchisme à partir du « Petit catéchisme du diocèse de la Rochelle d'avant 1789 ». Il dure environ un mois avant la communion durant lequel les enfants ne fréquentent plus l'école. La communion a lieu le jeudi de la Fête-Dieu
- Pour les enterrements, dans les communes où la communauté dissidente est importante, le cimetière est divisé en deux parties : une pour les catholiques et l'autre pour les dissidents. Les tombes ne sont pas orientées de la même façon, celles des dissidents sont tournées vers l'ouest (les monuments peuvent avoir la même orientation, mais pour les morts dissidents, les pieds sont vers l'est).

Les mariages mixtes (catholique + dissident) ont toujours été des occasions de déchirement, en particulier lorsque la mariée est enceinte.
Certes aujourd'hui, la position des dissidents est moins tranchée et les jeunes générations rejoignent celles des catholiques dans leur quotidien. Les mariages mixtes entre catholiques et dissidents finissent par créer une osmose sans pour autant faire disparaître ce particularisme qui trouve sa source profondément ancrée dans ses concepts religieux.

### Articles
- André Latreille, « Les origines de la Petite Église en Poitou », in Mélanges littéraires et historiques publiés à l'occasion du centenaire de sa restauration, 8 octobre 1845, série Science de l'homme, n° 10, Les Belles Lettres, Université de Poitiers, 1946, pp. 99-119
- Marguerite Rebouillat, « Étude comparée des schismes anti-concordataires en France », in Revue du Bas-Poitou n°73, Fontenay-le-Comte, 1962
- H. Maisonneuve, article « Petite Église » in Catholicisme, hier, aujourd’hui, demain, t.XI, fasc.49, col.63-80, éd. Letouzey et Ané, 1986
- Pascal Paineau, « Vendée : les derniers survivants de la “Petite Église“ », in L’Histoire, n°169, septembre 1993, pp. 68-71
- Entretien entre Jean-Pierre Chantin et Bernard Callebat sur les petites Églises anticoncordataires in Religioscope, octobre 2003, article en ligne